# جهش (فیلم ۱۹۶۷)
جهش (لهستانی: Skok) یک فیلم اکشن لهستانی به کارگردانی کاژیمیش کوتز است که در سال ۱۹۶۷ منتشر شد.

## گزیدهٔ بازیگران
- دانیل اولبریخسکی
- ماریان اوپانیا
- ماوگوژاتا براونک
- تادئوش گویازدوفسکی